# Disco

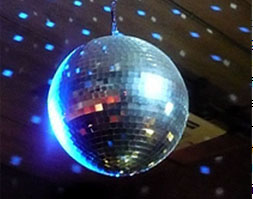
Một quả cầu Disco.

Disco là một thể loại âm nhạc có chứa các yếu tố của funk, soul, pop, salsa và psychedelic, thịnh hành nhất vào giữa và cuối thập niên 1970 cho dù ngày nay vẫn tiếp tục được biết đến rộng rãi. Tên của thể loại này được bắt nguồn cụm từ tiếng Pháp discothèque (tạm dịch: "thư viện của bản ghi máy quay đĩa") nhưng sau đó được sử dụng để chỉ những hộp đêm tại Paris. Âm thanh của disco thường đi cùng chất giọng cao vút và vang dội thông qua nhịp "four-on-the-floor" đều đặn, một mẫu nốt móc đơn hoặc bán móc đơn cùng một dòng guitar bass nhấn lệnh. Trong hầu hết các bài hát, bộ dây, bộ hơi, piano điện và guitar điện thường tạo nên một âm thanh nền mờ ảo. Các nhạc cụ thính phòng như sáo thường được dùng trong các giai điệu đơn và guitar chính thường ít xuất hiện trong disco hơn rock. Nhiều bài hát disco thường sử dụng nhạc cụ điện tử như máy tổng hợp.
David Mancuso, một DJ tại thành phố New York, được cho là người khởi xướng các câu lạc bộ theo phong cách disco, khi thành lập The Loft, một câu lạc bộ nhảy chỉ dành cho thành viên tại chính ngôi nhà của mình vào tháng 2 năm 1970. Bài báo đầu tiên được viết về thể loại này được viết vào tháng 9 năm 1973 bởi Vince Aletti cho tạp chí Rolling Stone. Vào năm 1974, đài phát thanh WPIX-FM của thành phố New York trình làng chương trình phát thanh disco đầu tiên. Khán giả ban đầu của thể loại này là những người chuyên đến hộp đêm mang dòng máu Mỹ Phi, người Mỹ gốc Ý, người Latinh và cộng đồng psychedelic tại thành phố New York và Philadelphia vào cuối thập niên 1960 và đầu thập niên 1970. Disco còn được xem là phản ứng chống lại sự nở rộ của dòng nhạc rock và trước sự kỳ thị với dòng nhạc dance bởi cộng đồng phi văn hóa trong thời điểm này. Ngoài phụ nữ, thể loại này còn lan rộng đến các cộng đồng gặp thiệt thòi khác vào thời gian đó.
Các nghệ sĩ disco nổi danh cuối thập niên 1970 bao gồm ABBA, Giorgio Moroder, Donna Summer, The Bee Gees, KC and the Sunshine Band, The Trammps, Gloria Gaynor và Chic. Nhiều nhà phê bình khẳng định Kraftwerk, một ban nhạc điện tử chơi tiên phong dòng nhạc disco cũng như âm thanh điện tử, là một yếu tố lớn của disco. Trong khi các nghệ sĩ và ca sĩ tìm được sự chú ý từ công chúng, các nhà sản xuất đứng đằng sau cũng có những đóng góp đáng kể đến dòng nhạc này, khi họ thường xuyên sáng tác và chế tạo những âm thanh cải tiến và kỹ thuật sản xuất góp phần tạo nên "âm thanh disco".
Disco là phong trào âm nhạc phổ biến lớn cuối cùng của thế hệ sau chiến tranh thế giới thứ hai, khi nhiều nghệ sĩ thuộc thể loại khác cũng thu âm những bài hát disco trong lúc thể loại này đang thịnh hành và những bộ phim như Saturday Night Fever hay Thank God It's Friday góp phần giúp disco đạt đến độ phổ biến chủ đạo. Khi còn là một hiện tượng trên toàn cầu, disco lại bị khán giả Hoa Kỳ khước từ vào cuối thập niên 1970. Vào ngày 12 tháng 7 năm 1979, một cuộc phản đối disco tại Chicago mang tên "Disco Demolition Night" cho thấy sự xung đột gay gắt chống lại dòng nhạc disco và văn hóa của nó lan rộng khắp Hoa Kỳ. Thời gian sau đó, nhiều nghệ sĩ quen thuộc với dòng nhạc này không thể đưa âm nhạc của họ trở lại sóng phát thanh Hoa Kỳ, trong khi những rắc rối tương tự không hề diễn ra tại các quốc gia khác. Một ít nghệ sĩ vẫn có những bài hát disco thịnh hành vào đầu thập niên 1980, nhưng cụm từ "disco" lại trở nên lỗi thời và được thay thế bởi "nhạc nhảy" hay "nhạc pop nhảy". Dù các kỹ thuật sản xuất đã thay đổi, nhiều nghệ sĩ thành công kể từ thập niên 1970 vẫn giữ nguyên nhịp disco cơ bản và các câu lạc bộ nhảy vẫn còn thịnh hành. Disco vẫn được nhiều lớp nghệ sĩ sau này tái hiện, như album Confessions on a Dance Floor của Madonna vào năm 2005 hay các nghệ sĩ khác như ban nhạc Daft Punk, Nile Rodgers), Justin Timberlake, Breakbot và Bruno Mars tiếp tục đưa disco xuất hiện trên các bảng xếp hạng pop tại Liên hiệp Anh và Mỹ.